# Christiane Herzog
Christiane Herzog es una deportista francesa que compitió en judo. Ganó dos medallas en el Campeonato Europeo de Judo en los años 1975 y 1978.

## Palmarés internacional
| Campeonato Europeo | Campeonato Europeo | Campeonato Europeo | Campeonato Europeo |
| Año                | Lugar              | Medalla            | Categoría          |
| ------------------ | ------------------ | ------------------ | ------------------ |
| 1975               | Múnich (RFA)       | Medalla de oro     | –52 kg             |
| 1978               | Colonia (RFA)      | Medalla de bronce  | –52 kg             |